# Prokofij Romanienko
Prokofij Łogwinowicz Romanienko (ros. Прокофий Логвинович Романенко, ur. 13 lutego?/25 lutego 1897 w chutorze Romanienki w guberni połtawskiej, zm. 10 marca 1949 w Moskwie) – rosyjski i radziecki wojskowy, generał pułkownik.

## Życiorys
Urodził się w ukraińskiej rodzinie chłopskiej. W 1914 ochotniczo wstąpił do rosyjskiej armii, służył w 14 Orenburskim Pułku Kozackim, brał udział w I wojnie światowej na Froncie Południowo-Zachodnim. W 1917 ukończył 5 Kijowską Szkołę Chorążych, był młodszym oficerem w 155 zapasowym pułku piechoty. W styczniu 1918 został wybrany członkiem gminnego komitetu wykonawczego, a w marcu 1918 gminnym komisarzem wojskowym w guberni stawropolskiej. W 1918 wstąpił do Armii Czerwonej, uczestniczył w wojnie domowej, w czerwcu 1918 zorganizował oddział czerwonej partyzantki w Stawropolu, który w sierpniu 1918 stał się 4 pułkiem stawropolskim, później przemianowanym na 12 pułk stawropolski. Służył w 6 Dywizji Kawalerii 1 Armii Konnej, w czerwcu 1919 został dowódcą szwadronu, wkrótce potem pomocnikiem dowódcy, a w czerwcu 1920 dowódcą 33 pułku kawalerii 6 Dywizji Kawalerii. Brał udział w walce z białymi Kozakami, wojskami Denikina na Froncie Północno-Kaukaskim, Carycyńskim i Południowym, a od maja do sierpnia 1920 na Froncie Południowo-Zachodnim w wojnie z Polską, następnie jesienią 1920 na Krymie w walkach z wojskami Wrangla. W walkach był 9 razy ranny i dwukrotnie kontuzjowany.
Od maja 1921 dowodził 83 pułkiem kawalerii 14 Dywizji Kawalerii 1 Armii Konnej Północnokaukaskiego Okręgu Wojskowego, we wrześniu 1924 został dowódcą 59 pułku kawalerii, a w sierpniu 1925 komisarzem tego pułku, w 1925 ukończył kursy doskonalenia kadry dowódczej w Wyższej Szkole Kawalerii w Leningradzie. Jesienią 1926 dowodził samodzielnym szwadronem, od października 1926 do października 1928 59 pułkiem kawalerii 10 Majkopskiej Dywizji Kawalerii, od grudnia 1928 do lutego 1930 był dowódcą, a od lutego 1930 do maja 1933 komisarzem 10 pułku kawalerii w składzie 2 Dywizji Czerwonego Kozactwa. W maju 1933 ukończył Akademię Wojskową im. Frunzego i został pomocnikiem szefa Wydziału 3 Zarządu Mechanizacji i Motoryzacji Armii Czerwonej, a w styczniu 1935 szefem sztabu 13 Brygady Zmechanizowanej Moskiewskiego Okręgu Wojskowego, 29 listopada 1935 otrzymał stopień pułkownika (w związku z wprowadzeniem w Armii Czerwonej stopni wojskowych). W kwietniu 1937 został dowódcą i komisarzem 11 Brygady Zmechanizowanej Leningradzkiego Okręgu Wojskowego, w 1937 jako doradca wojskowy brał udział w wojnie domowej w Hiszpanii, 19 lutego 1938 awansował na komdiwa i został dowódcą 7 Korpusu Zmechanizowanego (późniejszego 7 Korpusu Pancernego) w Leningradzkim Okręgu Wojskowym, na tym stanowisku 1939-1940 uczestniczył w wojnie z Finlandią. Wiosną 1940 był dowódcą 34 Korpusu Piechoty Północnokaukaskiego Okręgu Wojskowego, 4 czerwca 1940 otrzymał stopień generała porucznika, od czerwca 1940 do 14 stycznia 1941 dowodził 1 Korpusem Zmechanizowanym w Leningradzkim Okręgu Wojskowym, a od 14 stycznia 1941 do 15 maja 1942 17 Armią w Zabajkalskim Okręgu Wojskowym.
Od 1942 brał udział w wojnie z Niemcami, walczył na Froncie Zachodnim, od 25 maja do 24 września 1942 dowodził 3 Armią Pancerną, od września do października 1942 był zastępcą dowódcy Frontu Briańskiego, a od 1 listopada do 27 grudnia 1942 dowódcą 5 Armii Pancernej na Froncie Południowo-Zachodnim. Walczył w bitwie pod Stalingradem. Od 15 stycznia do 13 lutego 1943 dowodził 2 Armią Pancerną, brał udział w operacji rżewsko-syczewskiej, w lutym 1943 objął dowództwo 48 Armii (do 15 grudnia 1944), na czele której walczył w bitwie pod Kurskiem i wyzwalaniu lewobrzeżnej Ukrainy. 15 lipca 1944 został awansowany na generała pułkownika. Walcząc na 1 Froncie Białoruskim brał udział w operacji homelsko-rzeczyckiej i bobrujskiej, wyzwalaniu Homla, Żłobina, Bobrujska, Słonimia i innych miast. W lipcu 1945 został dowódcą wojsk Wschodniosyberyjskiego Okręgu Wojskowego, od lutego 1947 studiował w Wyższej Akademii Wojskowej. Był deputowanym do Rady Najwyższej ZSRR 2 kadencji. Zmarł po ciężkiej chorobie. Został pochowany na Cmentarzu Nowodziewiczym.

## Odznaczenia
- Order Lenina (dwukrotnie, w tym 22 października 1937)
- Order Czerwonego Sztandaru (czterokrotnie, w tym w 1920 i 15 stycznia 1940)
- Order Suworowa I klasy (dwukrotnie, 16 września 1943 i 25 lipca 1944)
- Order Kutuzowa I klasy (dwukrotnie, 21 sierpnia 1943 i 27 sierpnia 1943)
- Medal jubileuszowy „XX lat Robotniczo-Chłopskiej Armii Czerwonej” (24 stycznia 1938)
- Medal „Za obronę Stalingradu” (22 grudnia 1942)
- Medal „Za zwycięstwo nad Niemcami w Wielkiej Wojnie Ojczyźnianej 1941–1945” (9 maja 1945)
- Krzyż Zasługi Wojskowego Orderu Świętego Jerzego (czterokrotnie)

I mongolski order.